# 馬瀬清亮
馬瀬 清亮（ませ せいすけ、1916年8月31日 - 1993年12月18日 ）は、日本の経営者。北陸銀行頭取を務めた。

## 来歴・人物
富山県出身。旧制富山高等学校を経て、1939年に東京帝国大学法学部を卒業。兵役を経て、1946年に北陸銀行に入行した。1961年5月に取締役に就任し、1964年11月に常務を経て、1970年3月に頭取に就任。1980年6月には会長に就任。
1978年11月には藍綬褒章を受章。
1993年12月18日、脳出血のために死去。77歳没。